# セント・デイヴィッズ子爵
セント・デイヴィッズ子爵（英: Viscount St Davids）はイギリスの子爵、貴族。連合王国貴族爵位。フィリップス準男爵を前身として、自由党の政治家ジョン・フィリップスが1918年に叙位されて以降、フィリップス家が保持する。
分家筋にミルフォード男爵家がある。

## 歴史

### 準男爵家としての歴史

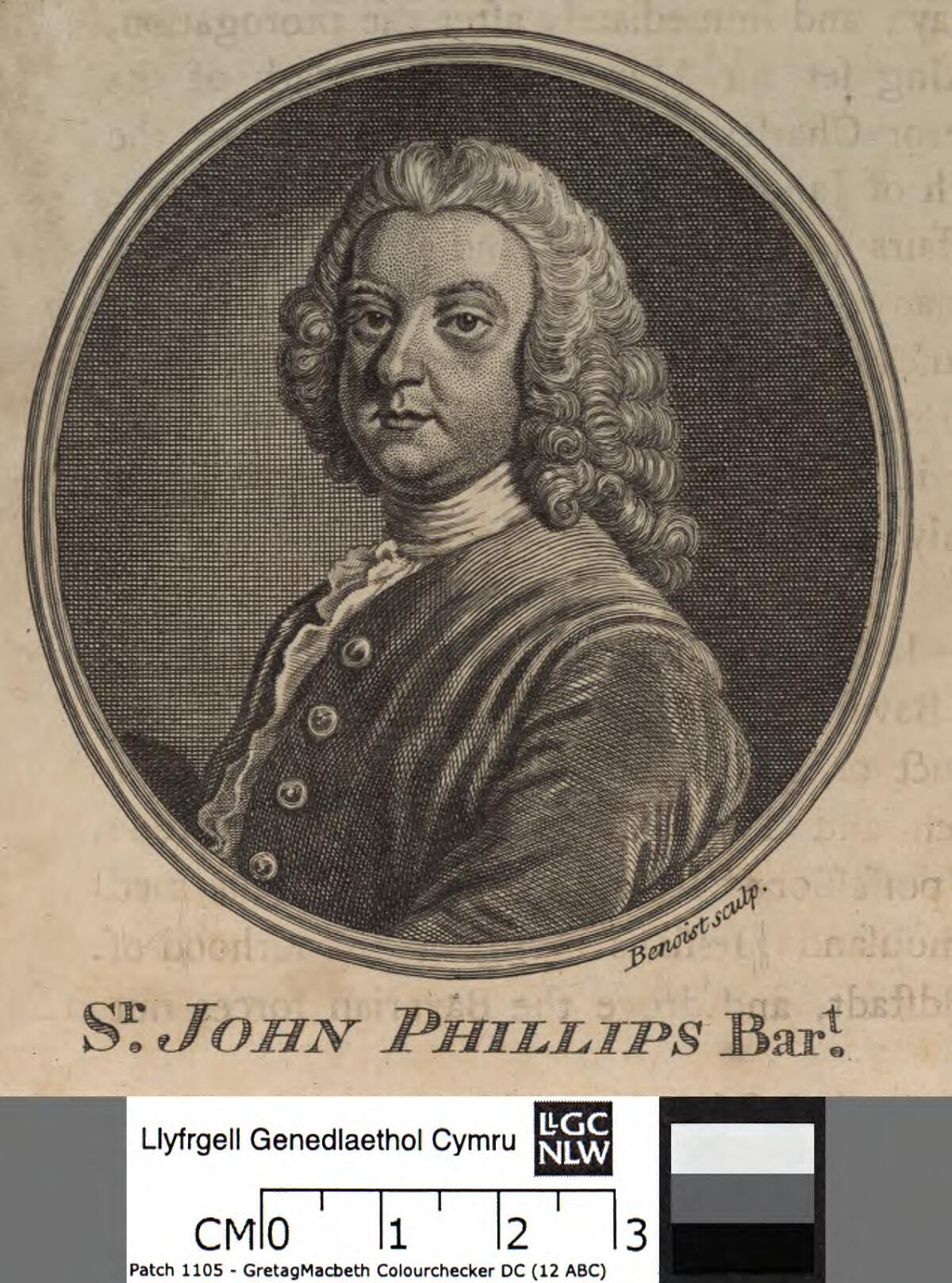
4代準男爵ジョン

フィリップス家はその歴史を12世紀にまで紐解けるウェールズ出身の旧家で、その祖アーロン・アプ・リースは獅子心王リチャード1世に従った人物であるという。その子孫ジョン・フィリップス(?-1629)はペンブルックシャー選出の庶民院議員を務めたのち、1621年11月9日にイングランド準男爵位の「(ペンブルック州ピクトンの)準男爵(Baronet, of Picton, in the County of Pembroke)」を授けられた。
ジョン以降は直系男子による継承が続いたが、その玄孫にあたる5代準男爵エラスムス(1699-1743)ののちはその弟ジョンの系統に移行した。
その孫にあたるリチャード(1744-1823)はトーリー党の政治家で、1776年6月29日にアイルランド貴族として「ミルフォード男爵(Baron Milford)」に叙された。しかし、彼の息子はトラファルガー海戦で戦死していたため、男爵位は彼一代で廃絶している。他方、準男爵位は初代準男爵の三男ヒュー・フィリップスの系統にまで遡って、その子孫ローランドが継承した。
8代準男爵ローランド(1840-1857)は家名に「ローアーン(Laugharne)」を加えたほか、最終的に三重姓(Philipps Laugharne Philipps)を姓名とした。彼ののちは弟ウィリアム、その息子ゴッドウィンの順で継承されたが、ゴッドウィンがわずか17歳で没すると8代準男爵の系統も途絶えた。準男爵位は親族のジェームズ(11代準男爵、1793–1873)が相続されるとともに、以降は彼の子孫によって続いている。

### 連合王国貴族としてのフィリップス家

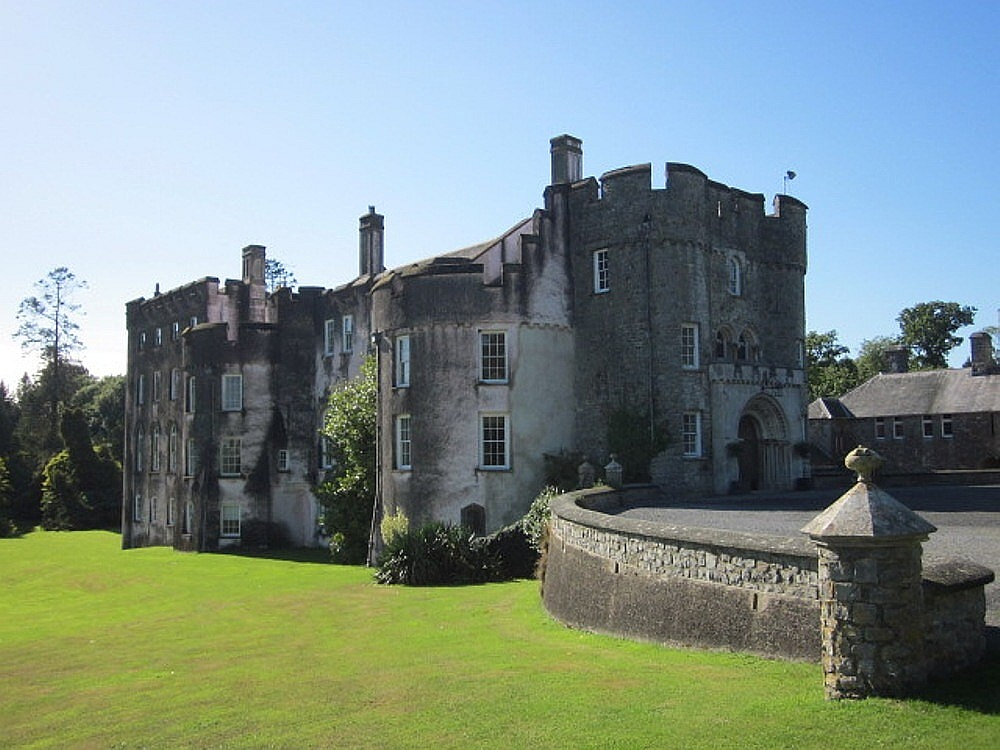
かつての一族の居城ピクトン城。7代準男爵の頃に一族の手を離れた。

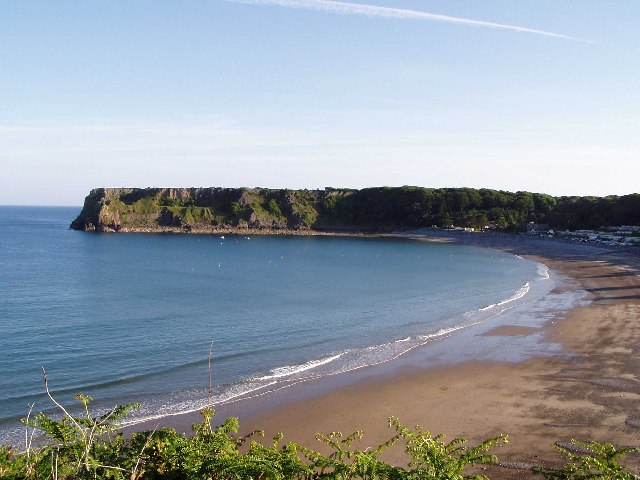
初代子爵が邸宅を構えたリッドステップ・ヘイブンの海岸。

11代準男爵ジェームズの孫にあたるジョン・フィリップス(1860-1938)は自由党の政治家で、ミッドラナークシャー選挙区やペンブルックシャー選挙区選出の庶民院議員を務めた。彼は1908年に連合王国貴族として「ペンブルック州におけるロック城のセント・デイヴィッズ男爵(Baron St Davids, of Roch Castle in the County of Pembroke)」に叙されたのち、1918年にも「ペンブルック州リッドステップ・ヘブンのセント・デイヴィッズ子爵(Viscount St Davids, of Lydstep Haven in the County of Pembroke)」を授けられた。これが現在まで続く子爵家の端緒である。ジョンは先妻との間に2人の息子がいたが、いずれも第一次世界大戦で戦死していたことから、後妻の長男ジェスティンが爵位を襲った。
また、初代子爵の後妻エリザベス・アブニー＝ヘイスティングズ(1884-1974)は1921年に古いイングランド貴族爵位の「ノッキンのストレンジ男爵(Baron Strange of Knokyn)」、「ハンガーフォード男爵(Baron Hungerford)」及び「ド・モリンズ男爵(Baron de Moleyns)」の停止解除を受けたため、彼女の息子ジェスティン以降は一連の爵位も歴代子爵の従属爵位に加わっている。
ジェスティンの曾孫にあたる第4代子爵ロドリー(1966-)が子爵家現当主である。
2020年現在、彼には子供がおらずその弟ローランドにも男子がいない。したがって、ロドリー及びローランドがこのまま男子なく死去した場合、セント・デイヴィッズ子爵・男爵は廃絶することとなる。また、3つのイングランド貴族爵位も弟ローランドの娘（アンバーとシャーロット）の間で保持者不在に陥る可能性がある。
かつての一族の居城には、ペンブルックシャー州ハーヴァーフォードウェストに位置するピクトン城があった。
一族と爵位にかかるモットーは「愛国心こそ我が原動力(Ducit Amor Patriae)」。

## 現当主の保有爵位 / 準男爵位
現当主である第4代セント・デイヴィッズ子爵ロドリー・フィリップスは、以下の爵位を有する。ただし、現当主は準男爵位に関してはその継承権者と証明されていないため、推定である。
- 第4代ペンブルック州リッドステップ・ヘブンのセント・デイヴィッズ子爵(4th Viscount St Davids, of Lydstep Haven in the County of Pembroke)
(1918年6月17日の勅許状による連合王国貴族爵位)
- 第17代ノッキンのストレンジ男爵(17th Baron Strange of Knokyn)
(1299年12月29日の議会召集令状によるイングランド貴族爵位)
- 第25代ハンガーフォード男爵（英語版）(25th Baron Hungerford)
(1425/6年1月7日の議会召集令状によるイングランド貴族爵位)
- 第23代ド・モリンズ男爵(23rd Baron de Moleyns)
(1444/5年1月13日の議会召集令状によるイングランド貴族爵位)
- 第4代ペンブルック州におけるロック城のセント・デイヴィッズ男爵(4th Baron St Davids, of Roch Castle in the County of Pembroke)
(1908年7月6日の勅許状による連合王国貴族爵位)
- 第16代（ペンブルック州ピクトンの）準男爵(16th Baronet, of Picton, in the County of Pembroke)
(1621年11月9日の勅許状によるイングランド準男爵位)

## 一覧

### (ピクトンの)準男爵（1621年）
- 初代準男爵サー・ジョン・フィリップス（英語版） (?-1629)
- 第2代準男爵サー・リチャード・フィリップス (?-1648)
- 第3代準男爵サー・エラスムス・フィリップス（英語版） (c. 1623–1697)
- 第4代準男爵サー・ジョン・フィリップス（英語版） (c. 1666–1737)
- 第5代準男爵サー・エラスムス・フィリップス（英語版） (1699–1743)
- 第6代準男爵サー・ジョン・フィリップス（英語版） (c. 1701–1764)
- 第7代準男爵サー・リチャード・フィリップス（英語版） (1744–1823) (1776年にミルフォード男爵授爵)

### ミルフォード男爵（1776年）
- 初代ミルフォード男爵リチャード・フィリップス（英語版） (1744–1823) (1823年にミルフォード男爵廃絶)

### (ピクトンの)準男爵（1621年;復活）
- 第8代準男爵サー・ローランド・ペリー・フィリップス＝ローアーン＝フィリップス (1788–1832)
- 第9代準男爵サー・ウィリアム・フィリップス＝ローアーン＝フィリップス (1794–1850)
- 第10代準男爵サー・ゴッドウィン・フィリップス＝ローアーン＝フィリップス (1840–1857)
- 第11代準男爵サー・ジェームズ・エヴァンズ・フィリップス (1793–1873)
- 第12代準男爵サー・ジェームズ・エラスムス・フィリップス (1824–1912)
- 第13代準男爵サー・ジョン・ウィンフォード・フィリップス（英語版） (1860–1938) (1918年にセント・デイヴィッズ子爵叙爵)

### セント・デイヴィッズ子爵（1918年）
- 初代セント・デイヴィッズ子爵ジョン・フィリップス（英語版） (1860–1938)
- 第2代セント・デイヴィッズ子爵ジェスティン・レジナルド・オーステン・プランタジネット・フィリップス（英語版） (1917–1991)
- 第3代セント・デイヴィッズ子爵コルウィン・ジェスティン・ジョン・フィリップス（英語版） (1939–2009)
- 第4代セント・デイヴィッズ子爵ロドリー・コルウィン・フィリップス（英語版） (1966-)

爵位の推定相続人は、現当主の弟であるローランド・オーガスト・ジェスティン・エスタニスラオ・フィリップス閣下(1970-)。彼以外にセント・デイヴィッズ子爵・男爵の継承権者は存在しない。
ストレンジ男爵、ハンガーフォード男爵及びド・モリンズ男爵位の共同推定相続人は、弟の娘であるアンバー・フィリップス(1998-)及びシャーロット・フィリップス(2000-)。
準男爵位の推定相続人は、親族の第4代ミルフォード男爵ガイ・フィリップス(1961-)。

### 註釈
1. ↑  準男爵位は爵位と異なり、準男爵という肩書だけ与えられる（「○○準男爵」といった形では与えられない）。他の準男爵位と区別する必要がある場合にのみ姓名を付けたり、由来する地名を付けたりして区別する。
2. ↑  英語版記事においてはその領地指定部分がピクトン城とされているが、出典はすべてピクトンとなっていることから、本項もその記載に従う。
3. ↑  「ストレンジ男爵位」は第5代ダービー伯爵の死後、「ハンガーフォード男爵位」及び「ド・モリンズ男爵位」は第11代ラウドン伯爵の死後にそれぞれ保持者不在となっていた。